# Brujería en América Latina
La brujería en América Latina es fruto de una mezcla de tradiciones y costumbres indígenas y africanas, que fue posible por la llegada de esclavos negros tras la conquista española. Existen varios tipos de brujería y prácticas religiosas ocultas en las culturas latinoamericanas y afrocaribeñas. Influenciado por la religión indígena, el catolicismo y la brujería africana, el propósito puede variar desde la magia blanca benévola hasta la magia negra maligna.
Un practicante masculino se llama brujo, una practicante femenina es bruja.

## Concepto
En la diáspora afrolatina, han surgido muchas formas de prácticas espirituales: Vudú haitiano, santería cubana y candomblé y umbanda brasileños. Lo que distingue a las brujas de América Latina de sus contrapartes europeas es la mezcla de religiosidad y espiritualidad. Las brujas de la "magia" de América Latina tienen sus raíces en la magia africana, el espiritismo europeo, y las prácticas taínas, lo que las hace practicar una versión integral de la espiritualidad.
Isabelo Zenón Cruz hizo la valoración de que las religiones vernáculas puertorriqueñas (y realmente todas las religiones afrolatinas) solo han sido estudiadas por los folcloristas, pero no por los religiosos comparativos debido a "suposiciones más clasistas y racistas".
A diferencia de muchas otras religiones caribeñas que se derivan de África, Brujería no se basa en una comunidad, jerarquía o membresía estable. En cambio, las prácticas dependen más de las preferencias rituales de los participantes reales.Debido a la espontaneidad de los espíritus, es imposible que las doctrinas institucionalizadas de los cultos se impongan a los seguidores y practicantes de la Brujería.
Dentro de los altares sagrados de brujos, las lecciones de los practicantes y los rituales de brujería se encuentran vínculos con las ideologías africanas, el catolicismo y el espiritismo; explicando el borrado del orden jerárquico.
Antes de que se desarrollara el espiritismo, los indios taínos y los africanos esclavizados en América Latina desarrollaron la convicción de que existen espíritus y con ellos se puede comunicar. Esto se mezcla con las convicciones de culto espiritual introducidas por los colonizadores católicos. Los primeros líderes del espiritismo encontraron interés en la Brujería entre los grupos liberales de mentalidad emancipadora a fines del siglo XIX; pidiendo el interés de seguir investigando la correlación entre política y Brujería.

## Orígenes
Las primeras brujas se remontan al año 931 a. C., y desde entonces la brujería se extendió por todo el mundo y se infiltró en muchas culturas. En América Latina, esa influencia no llegó hasta el siglo XVI, cuando el arzobispo de Santo Domingo y quinto obispo de Puerto Rico, Nicolás Ramos, dejó constancia de sus recuerdos de ''brujos negros [hombres y mujeres] que se comprometían con el diablo en forma de cabra y, cada noche, delante de esta cabra, maldecían a Dios, a Santa María y los sacramentos de la Santa Iglesia''. Ramos escribió: ''Asegurando que no tenían ni creían en otro dios que no fuera ese demonio... realizaban estos rituales en algunos campos [aparentemente estaban en trance],no en sueños ya que había algunas personas que los veían''. Estas personas, continúa Ramos, ''intentaron que [los hechiceros] se abstuvieran de sus actos mediante cánticos y dones sagrados [dádivas], y con toda esta [información] vinieron a mí''. Esta demonización perpetua de los elementos del culto africano puso en primera línea a los siglos de demonización de las prácticas de la Brujería.
Desde el siglo XVI hasta los siglos XVIII y XIX, los esclavos eran enviados desde África a Puerto Rico y La Española y eran obligados a convertirse al cristianismo por la imponente iglesia y los hacendados propietarios de las tierras. Los esclavos marcados eran bautizados para ser reconocidos plenamente como propiedad de los hacendados.
A finales de 1800 y principios de 1900, durante los primeros días de la ocupación estadounidense en Cuba, se establecieron ataques para socavar la legitimidad de varias instituciones y organizaciones afrocubanas, incluida la Brujería.
Con el crecimiento de una identidad cubana única llegó un mayor aprecio por la conformidad y la desviación de las "manifestaciones creolizadas". Sin embargo, el declive de las prácticas religiosas en Cuba debido al auge del marxismo desde 1959 hasta la década de 1990 llevó a los practicantes de las religiones afrocubanas a tener que encontrar formas innovadoras de sobrevivir a los informantes políticos de Castro que, en particular, pedían la supresión de la brujería.
La introducción del Espiritismo en el siglo XX atrajo a más participantes de todos los orígenes raciales. También agregó nuevas bases de práctica y objetos rituales como: santiguos (bendiciones curativas), 19 despojos (limpiezas espirituales), oraciones y hechizos; y una variedad de ofrendas indígenas, católicas medievales y africanas.

## Modernización de Brujería
Las brujas heredaron rasgos del catolicismo y, sin embargo, la iglesia los consideró malvados y los demonizó. En algunos lugares, su desmonetización ha llegado a su fin en esta escala, y se les deja como están, pero en otros, las brujas se ven obligadas a no practicar su forma de 'magia'. Dicho esto, con la creciente tasa de persecución entre los practicantes desde la colonización del Caribe afrolatino, Brujería se ha visto obligada a modernizarse para combatir el borrado.
A medida que los ideales separatistas comienzan a ganar más impulso, particularmente en Puerto Rico, se vuelven más aferrados al nacionalismo cultural, incluidos los aferramientos a aspectos del folclore afro-boricua y taíno. Anteriormente (décadas de 1950 a 1960), los periodistas de la isla denunciaron a la brujería como una forma de ayudar a “educar a las masas”. Sin embargo, el cambio en el nacionalismo cultural desde la década de 1980 en adelante ahora lleva a los medios de comunicación a descubrir “tradiciones ocultas” de las “tradiciones puertorriqueñas hispánicas, taínas y africanas en peligro de extinción”.
Romberg defiende la práctica de la Brujería actual como "la cooptación vernácula de los discursos de intereses y pasiones, del consumismo y la espiritualidad, el fetichismo y la moral de la mercancía, y el capitalismo y la magia del bienestar". Y también revela que a pesar de los conceptos erróneos, Brujería construye el orden social a través de “tipos de intervención holística o individualizada” y el respaldo de los “valores sociales dominantes” positivos.

## Práctica
Brujería no participa en prácticas o membresías comunitarias, jerárquicas o basadas en la iniciación. Los rituales son interdependientes de los procedimientos, prácticas y actitudes transmitidas por sus participantes y dependen en gran medida de las fuerzas de la naturaleza y la espontaneidad de los espíritus. Es posible seguir pautas y doctrinas específicas en Brujería.
Sin embargo, algunos puntos en común incluyen gestos rituales básicos, comunicación durante la adivinación, posesión y componentes específicos de los altares. Estas similitudes a menudo se denominan "una especie de lengua franca espiritual", lo que explica la ubicuidad de la práctica en la diáspora afrolatina y no afrolatina.
En la práctica, los brujos enfatizan en no creer en los objetos ritualísticos o tener demasiada pertinencia en las representaciones materiales de las entidades espirituales, sino que se centran en los mensajes y “poderes de las entidades que habitan estos iconos” que también se utilizan para convocar a los antiguos. demonios.
El poder se siente y se manifiesta cuando las voces de las entidades espíritas, la Santería orishas y los recién fallecidos son provocadas por “rituales de brujería, adivinación, trance y la realización de obras de magia”. Los medios abstractos de revelación de los espíritus incluyen a través de las emociones, los sentidos y las curaciones como un medio para transformar los "estados emocionales, propioceptivos y (hasta cierto punto) fisiológicos de los participantes".
Mientras que mucho enfoque dentro de la práctica de Brujería está en los sistemas tecnológicos, Brujería se enfoca principalmente en el poder interpersonal cliente-paciente que “emerge durante la curación, la adivinación y los rituales mágicos desafían la precondición asumida”; específicamente en lo que respecta a la salud, el trabajo, las relaciones familiares e incluso la gestión de la carrera.
Los brujos y los practicantes de Brujería nunca cuestionan los espíritus. Los métodos performativos del entrenamiento de la rendición son la única lección que los brujos pretenden enseñar. La expectativa es tener fe en los espíritus y los espíritus revelarán teatralmente lo que se pretende mostrar.

## En la cultura popular
- En la película de terror de 1987 The Believers, se sospecha de un culto a la Brujería en una serie de asesinatos de niños.
- En la serie de televisión True Blood, Jesús Velásquez (interpretado por Kevin Alejandro) es un brujo mexicano .
- En la serie de televisión Constantine, se revela que Brujería son los antagonistas de la serie. Se los representa como antiguas criaturas mágicas maldecidas por Dios y rechazadas por el infierno que se pensaba que habían sido destruidas por el Gran Diluvio, pero que han sobrevivido escondidas.
- En la película Paranormal Activity: The Marked Ones, la actriz Gloria Sandoval interpreta a una bruja que forma parte de un aquelarre mundial de brujas.
- En la serie de televisión Power, el narcotraficante Nomar Arcielo (interpretado por Vinicius Machado) se refiere a la agente del FBI Angela Valdez (interpretada por Lela Loren) como "bruja" debido a su desconfianza hacia ella.
- En la serie de televisión Ash vs. Evil Dead, el tío de Pablo es un brujo que envía a Ash a un viaje de ayahuasca y lo ayuda a derrotar a un Deadite. Más tarde, Pablo se convierte en un brujo especial.
- En la novela policíaca The Wrong Side of Goodbye de Michael Connelly, un personaje describe "un 'matrimonio' improvisado en la playa oficiado por un amigo artista que fue ordenado en una religión mexicana de culto llamada brujería ".
- Azealia Banks lanzó una serie de videos en Instagram que la muestran limpiando los restos de pollos sacrificados, alegando estar practicando brujería.
- Aja lanzó un sencillo titulado “Brujería” en mayo de 2018.
- En el manga y anime Bleach de Tite Kubo, el arrancar Resurrección de Zommari Rureax se llama Brujería.
- La serie Brooklyn Brujas de 2016 de la autora Zoraida Córdova (Labyrinth Lost, Bruja Born y tercer libro sin título) sigue a las hermanas Mortiz y su comunidad mágica en Brooklyn y Queens.
- La rapera Princess Nokia lanzó una canción llamada Brujas, donde canta sobre brujería.[10]
- En las historias de Hellboy The Coffin Man y The Coffin Man 2: The Rematch , Hellboy se enfrenta a un Brujo conocido como Coffin Man.
- En Bad Boys for Life, Mike y Marcus deben localizar a un criminal conocido como "la bruja".
- La película de 2020 The Old Ways se centra en una bruja que intenta exorcizar a un demonio de una mujer mexicoamericana.
- En la novela juvenil Cemetery Boys de 2020 , el personaje principal Yadriel es un niño trans que busca demostrar su valía como brujo para su familia tradicionalista de brujería.
- En la temporada 2021 del reinicio de Charmed de CW, un personaje recurrente aparece como la "Prima de Charmed One" o prima que proviene del lado puertorriqueño de la familia y practica la brujería.

## Otras lecturas
- Spence, L. (1994) The Magic and Mysteries of Mexico
- Christian, W.A., Jr. (1989) Local Religion in Sixteenth-Century Spain
- Henningsen, G. (1980) The Witches' Advocate: Basque Witchcraft and the Spanish Inquisition (1609-1614)
- Castaneda, C. (1968) Las enseñanzas de Don Juan
- Romberg, Raquel (2002) "Witchcraft and Welfare: Spiritual Capital and the Business of Magic in Modern Puerto Rico"
- Chatwin, Bruce In Patagonia
- Kinnie, Ernest The Brujo....2-Act Play

- Datos: Q4978737